# Valentín Uriona
Valentín Uriona Lauciriga (29. august 1940 – 30. juli 1967) var en spansk professionel landevejscykelrytter. Han døde i 1967 efter at han styrtede ved det spanske mesterskab i landevejscykling i Sabadell.
| Cykling | Spire Denne biografi om en spansk cykelrytter er en spire som bør udbygges. Du er velkommen til at hjælpe Wikipedia ved at udvide den. |